# Cantieri Navali del Muggiano
Cantieri Navali del Muggiano – włoskie przedsiębiorstwo stoczniowe, które w 1923 roku stało się częścią konglomeratu Odero-Terni-Orlando (OTO), znacjonalizowane w 1969 roku weszło w skład Italcantieri, przekształconego w 1984 roku w Fincantieri - Cantieri Navali Italiani (Fincantieri).